# Planète Jeunesse
Pour les articles homonymes, voir PJ.
 (juillet 2025).
Motif : Insuffisance en matière de sources secondaires requises. Cf WP:CAA 
- Archive Wikiwix
- Bing
- Cairn
- DuckDuckGo
- E. Universalis
- Gallica
- Google
- G. Books
- G. News
- G. Scholar
- Persée
- Qwant
- (zh) Baidu
- (ru) Yandex
- (wd) trouver des œuvres sur Wikidata

| 1. | Préciser le motif de la pose du bandeau. | Précisez le motif de la pose du bandeau en utilisant la syntaxe suivante : {{admissibilité à vérifier\|date=juillet 2025\|motif=remplacez ce texte par le motif}}                     |
| 2. | Informer les utilisateurs concernés.     | Pensez à avertir le créateur de l'article, par exemple, en insérant le code ci-dessous sur sa page de discussion : {{subst:avertissement admissibilité à vérifier\|Planète Jeunesse}} |

 (janvier 2018).
Si vous disposez d'ouvrages ou d'articles de référence ou si vous connaissez des sites web de qualité traitant du thème abordé ici, merci de compléter l'article en donnant les références utiles à sa vérifiabilité et en les liant à la section « Notes et références ».
Planete-jeunesse.com est un site web français tenu par des bénévoles, qui regroupe des données (sous forme de fiches) sur les dessins animés et séries télévisées pour la jeunesse dont la diffusion a eu lieu ou est prévue sur les chaînes françaises. Le site liste les titres d'épisodes ainsi que les comédiens ayant participé au doublage français de l’œuvre en question.

## Chronologie
(mai 2025).
- septembre 2003 : lancement du site (au départ, il porte uniquement sur les dessins animés diffusés sur les chaines hertziennes)
- janvier 2004 : premières fiches consacrées aux séries live
- 2005 : premières fiches consacrées aux œuvres diffusées sur la TNT, le câble et le satellite
- 2009 : premières fiches consacrées aux émissions jeunesses
- août 2012 : premières fiches consacrées aux œuvres sorties uniquement en VHS
- octobre 2014 : premières fiches consacrées aux œuvres sorties uniquement en DVD
- octobre 2022 : premières fiches consacrées aux œuvres totalement inédites en France[1]